# John LeBoutillier
John LeBoutillier, född 26 maj 1953 i Glen Cove, New York, är en amerikansk politiker (republikan). Han var ledamot av USA:s representanthus 1981–1983.
LeBoutillier tog kandidatexamen från Harvard University i 1976 års avgångsklass. Tre år senare tog han en MBA från Harvard Business School.
LeBoutillier besegrade demokraten Lester L. Wolff i kongressvalet 1980 men lyckades inte bli omvald i mellanårsvalet 1982.